# ホームページリーダー
ホームページリーダーは、日本IBMの研究員である浅川智恵子により開発されたウェブページを音声で読み上げる世界初の音声ブラウザソフトウェア。

## 概要
キーボードの数字キーを操作すると音声合成の機能により画面上の文章が次々と読み上げられ、スクリーンを見なくても目当ての情報にたどり着ける。1997年に販売を開始し、1999年に英語版が発売され、世界11か国語の版が発売された。インターネットを利用する視覚障害者の必需品と呼ばれた。従来、基本的な情報を知ることも人に頼まなくてはならなかった視覚障害者が、このソフトウェアを用いてインターネットにアクセスすることによって自分で情報を入手することが可能となった。また、オンラインショッピングで気軽にショッピングを楽しむことができるようになるなど、視覚障害者のQOL向上に多大な貢献をしたソフトウェアと評価されている。
最終版のVer3.04（Windows用）は、PDFやAdobe Flashに対応している。また、ウェブページの内容を読み上げる音声ブラウザとしての機能だけでなく、Windows上の画面を読み上げるスクリーンリーダーとしての機能も強化されている。

## 動向
日本IBMは、Windows VistaおよびInternet Explorer 7には対応しないこと、および後続製品がないことを公式発表し、2012年4月10日に営業活動を終了した。Windows 7 には対応していないが、Windows 7 Professional、Enterprise、Ultimateに提供されている「Windows XP Mode」を利用して動作させることが可能である（Windows XP ModeにはInternet Explorer 6も含まれている）。

## 受賞
2019年、開発者の浅川智恵子は、「ホームページリーダー」の開発が評価され全米発明家殿堂の殿堂入りをした。